# Arne Weel
Arne Weel (15 de enero de 1891 - 2 de octubre de 1975) fue un actor y director teatral y cinematográfico de nacionalidad danesa. En su juventud interpretó a menudo papeles románticos, pero posteriormente tuvo una larga trayectoria como director. Se casó cuatro veces, siendo una de sus esposas la actriz Liva Weel.

## Biografía

### Carrera
Su nombre completo era Arne Kaj Frisenborg Weel, y nació en Aarhus, Dinamarca. Debutó en Copenhague en 1908, actuando en años posteriores en el Dagmarteatret, el Teatro Casino y, entre 1914 y 1928, en el Teatro Scala, todos ellos en Copenhague. En este último tuvo un gran éxito, actuando en operetas y revistas, probando también la función de escenógrafo. En una de las revistas cantó su célebre número Du gamle måne. Entre los papeles que interpretó figuran el de Klint en Genboerne y el de Herløv en Eventyr paa Fodrejsen, participando también en el estreno danés de No No Nanette en el Casino.
Su compromiso con el Scala no fue continuo, y Arne Weel también trabajó en gira en ese período, actuando en varios teatros de la capital y de otras ciudades y provincias. A partir de 1930 fue director del Riddersalen, colaborando con el mismo entre 1930 y 1933, 1940 y 1941, así como en 1947. Ocasionalmente fue también director en el Nørrebros Teater, el Dagmarteatret, el Frederiksberg Teater y el Det Ny Teater, así como en giras teatrales.
En 1952 asumió la dirección del Alléscenen, logrando el éxito artístico, aunque no financiero. Esto le hizo decidirse a abandonar la dirección teatral en 1959. Sin embargo, y durante un largo período, actuó en el Aalborg Teater. 
Además del teatro, Arne Weel actuó también en el cine mudo y en varias películas sonoras, siendo también director de varias producciones cinematográficas. También, hacia el final de su carrera, tuvo la oportunidad de hacer varias actuaciones televisivas.

### Vida personal
Arne Weel se casó cuatro veces:
- En 1913 con Else Mantzius
- En 1921 con Liva Weel, con la cual tuvo un hijo, Jørgen Weel
- En 1927 con Lise Dorph
- En 1947 con Karen Marie Løwert

Sus últimos cuatro años de vida estuvieron marcados por la enfermedad, aunque logró publicar un libro de memorias en 1972, Så Festligt Var Det.
Arne Weel falleció en Frederiksberg, Dinamarca, en el año 1975. 

## Filmografía

### Actor

#### Cine mudo
- 1910 : Afgrunden
- 1913 : Lejla
- 1913 : Søstrene Corrodi
- 1914 : Hovmod staar for Fald
- 1914 : Godsforvalteren
- 1914 : Sønnen
- 1914 : Den fjerde dame
- 1915 : Stribolt på kærlighedsstien

#### Cine sonoro
- 1935 : Bag Københavns kulisser (dirección y guion)
- 1959 : Helle for Helene
- 1960 : Kvindelist og kærlighed
- 1960 : Poeten og Lillemor og Lotte
- 1967 : Mennesker mødes og sød musik opstår i hjertet

### Director
- 1937 : Den kloge mand
- 1937 : Det begyndte ombord
- 1940 : En desertør
- 1941 : En forbryder